# Joe the Plumber

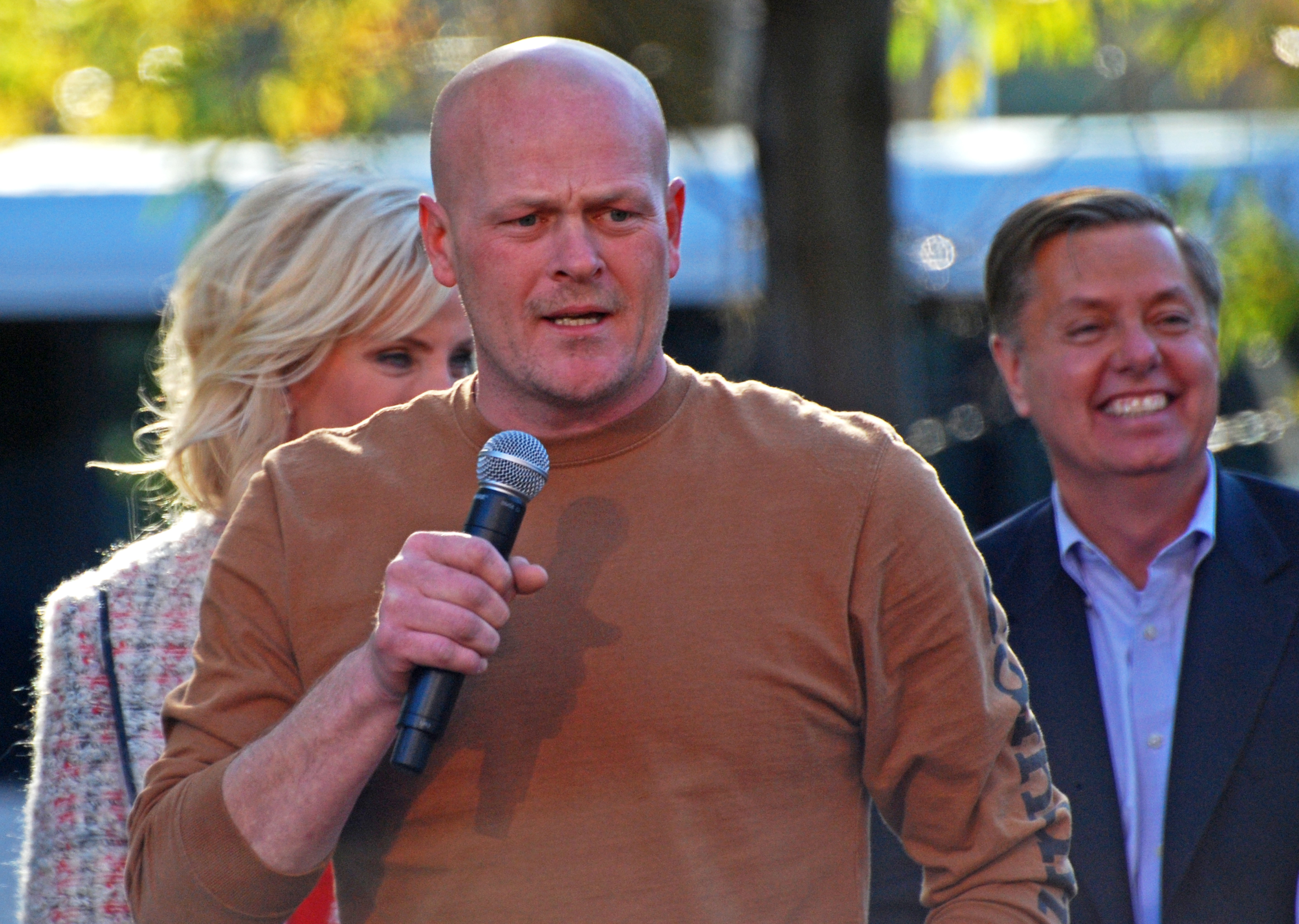
Samuel Joseph Wurzelbacher alias „Joe the Plumber“ (2008)

Joe the Plumber (Joe der Klempner, in Österreich Joe der Installateur, realer Name Samuel Joseph Wurzelbacher, * 3. Dezember 1973 in Holland, Ohio; † 27. August 2023 in Campbellsport, Wisconsin) war ein US-amerikanischer Installateur, später konservativer politischer Aktivist und Kommentator.
Bekannt wurde er durch das dritte Fernsehduell zwischen dem Republikaner John McCain und dem Demokraten Barack Obama am 15. Oktober 2008 im Vorfeld der Präsidentschaftswahl in den Vereinigten Staaten 2008. In diesem Zusammenhang wurde auch der Spitzname zum ersten Mal verwendet. Sowohl McCain als auch Obama nutzten „Joe the Plumber“ als Beispiel, um die Effekte der Steuerpolitik auf die Mittelschicht zu demonstrieren. Nach dem Fernsehduell wurde in vielen US-amerikanischen und ausländischen Medien über ihn berichtet.

## Leben
Samuel Joseph Wurzelbacher trat nach der High School in die U.S. Air Force ein, in der er zum Utility Systems Specialist im Bereich Anlagentechnik/Installateurwesen ausgebildet wurde. In seiner Dienstzeit war er u. a. in Alaska und North Dakota stationiert. 1996 verließ er die Luftwaffe und arbeitete als Installateurgehilfe.
In seinen späteren Jahren arbeitete er für das Telekommunikationsunternehmen Global Crossing.
Wurzelbacher war in zweiter Ehe verheiratet und hatte vier Kinder.
Er starb im August 2023 im Alter von 49 Jahren an den Folgen von Bauchspeicheldrüsenkrebs, der 2022 diagnostiziert worden war.

## Politische Auftritte und Meinungen

### Gespräch mit Obama
Am 11. Oktober 2008 traf Obama Anwohner in Wurzelbachers Nachbarschaft, so auch Joe Wurzelbacher selbst, der an diesem Tag mit seinem Sohn Football im Vorgarten gespielt hatte. Das Gespräch Wurzelbachers mit Obama über dessen Steuerpläne wurde von dem amerikanischen Fernsehsender ABC aufgezeichnet. Wurzelbacher hielt Obamas Steuerpläne für nicht vereinbar mit dem American Dream und sagte, dass er ein neues Unternehmen gründen wolle, das Erlöse von etwa 250.000 bis 280.000 Dollar im Jahr erziele, woraufhin er die Frage anschloss: „Ihr neuer Steuerplan wird mich mehr besteuern, oder?“ (original: „Your new tax plan’s going to tax me more, isn’t it?“).
Obama antwortete, dass Wurzelbacher zunächst eine Steuergutschrift von 50 Prozent erhalte und somit für seine Gesundheitspflege eine Steuervergünstigung erhalte. Bei einem Betriebseinkommen von unter 250.000 würden die Steuern gleich bleiben, bei über 250.000 würden die Steuern aber tatsächlich steigen, nämlich von 36 auf 39 Prozent, so wie es unter Bill Clinton gewesen sei.
Außerdem fragte Wurzelbacher, ob Obama einen Plan zur Einführung einer Einheitssteuer unterstützen würde, woraufhin dieser antwortete, dass er solchen Plänen generell offen gegenüberstehe, das jedoch dann einer Umsatzsteuer von 40 Prozent entsprechen müsse. Später sagte er auch, dass er nicht Wurzelbachers Erfolg schaden wolle, dass er jedoch sicherstellen wolle, dass andere auch eine Chance auf Erfolg haben. Hierbei sagte Obama „Und ich glaube, dass es gut für jeden ist, wenn wir den Wohlstand verteilen.“ (original: „And I think that when we spread the wealth around, it’s good for everybody.“) Genau dies zitierte McCains Kampagne und verglich Obamas Politik mit dem Sozialismus.

#### Bezug von Wurzelbachers Frage zur Realität
Wurzelbacher war einer von zwei Angestellten in einem Installationsbetrieb, der jedoch keineswegs 250.000 Dollar Umsatz hatte. Das Einkommen nach Steuern würde sogar unter 100.000 Dollar liegen. Außerdem hatte Wurzelbacher keine abgeschlossene Ausbildung zum Installateur und somit auch keine Lizenz, einen eigenen Betrieb zu eröffnen. Er hatte seine Eigentumssteuern nicht bezahlt, weshalb eine Pfändung gegen ihn möglich war; andererseits ist es wahrscheinlich, dass er nichts von diesem Pfandrecht in Bezug auf ihn selbst wusste.
Wurzelbacher war zunächst ein eingetragener Republikaner, trat später aber wieder aus der Partei aus. Im März 2012 wurde er dann von den Republikanern als Kandidat für die Kongresswahlen 2012 im neunten Wahlbezirk von Ohio nominiert. Er galt in dem demokratisch geprägten Distrikt allerdings als klarer Außenseiter gegenüber Amtsinhaberin Marcy Kaptur.
Wurzelbacher erhielt 26,37 % der Stimmen, Kaptur 70,89 %.

#### Das Fernsehduell und Reaktionen
Während des Fernsehduells zwischen den beiden Präsidentschaftskandidaten am 15. Oktober 2008 wurde schließlich wiederholt Bezug auf Wurzelbacher als „Joe the Plumber“ genommen. McCain brachte Wurzelbacher immer wieder ins Gespräch, woraufhin beide Kandidaten sich in ihren Aussagen direkt an Wurzelbacher richteten. Hierdurch wurden die Medien auf Wurzelbacher aufmerksam. Wurzelbacher stellte sich nach der Debatte nicht direkt auf die Seite eines Kandidaten, obwohl er die Sorge äußerte, dass Obamas Steuerpläne „eine Stufe näher am Sozialismus“ (orig.: „one step closer to socialism“) seien. Schon am Tage des TV-Duells trat er bei dem Fernsehsender CBS auf. Er sagte, dass er zwar gerade kein Unternehmen mit 250.000 Dollar Betriebseinkommen plane, also kein momentanes Problem mit Obamas Steuersatz habe, dass er jedoch befürchte, dass die Grenze auch leicht weiter heruntergesetzt werde und er nicht finde, dass Reichtum mit 250.000 oder gar nur 100.000 Dollar anfange.
Joe Biden, Obamas Kandidat für das Amt des Vizepräsidenten, äußerte, dass fast alle kleineren Unternehmen kleiner als das von Wurzelbacher genannte seien.
Am 18. Oktober erklärte McCain, dass er am Vortag Wurzelbacher angerufen habe. Er bezeichnete hierbei Wurzelbacher als einen „tollen Kerl“, der stolz auf seinen Großvater ist, der im Marine Corps gedient habe. Außerdem äußerte McCain, dass er für ihn kämpfen wolle, um die 16 Millionen US-amerikanischen Arbeitsplätze zu sichern, die Obamas Pläne vernichten würden, anstatt neue zu schaffen, wie McCains eigene Pläne es vorsehen würden.
Wurzelbacher wurde auch in einer Fernsehwerbung von McCains Kampagne genutzt, wo verschiedene Menschen sagen: „I’m Joe the Plumber“ („Ich bin Joe der Klempner“).

### Tätigkeit für die Tea Party-Bewegung
2010 engagierte er sich als Redner für die Tea-Party-Bewegung der Republikanischen Partei.

### Kommentar zum Holocaust
Im Juni 2012 wurde von Wurzelbachers Wahlkampfteam ein Video veröffentlicht, in dem er einen Zusammenhang zwischen dem Recht auf Waffenbesitz und dem Holocaust herstellte. 1939 hätte das Deutsche Reich das Recht auf Waffenbesitz eingeschränkt, was dazu geführt habe, dass sich sechs Millionen Juden und sieben Millionen weitere Personen nicht gegen die Verfolgung durch die Nazis hätten wehren können.
Der National Jewish Democratic Council (NJDC) und der Vorsitzende der Ohio Democratic Party, Chris Redfern, kritisierten das Video scharf.

### Kommentar zum Recht auf Waffenbesitz
Im Zusammenhang mit einem Protestschreiben eines Vaters, dessen Sohn bei einem Amoklauf 2014 (sogenannte Isla Vista killings) erschossen worden war, antwortete Wurzelbacher, dass dessen erschossener Sohn sein Recht auf Waffenbesitz nicht berühre (Your Dead Kids Don’t Trump My Constitutional Rights). Damit unterstrich er erneut seine Haltung zum Waffenbesitz.

### Kommentar zu Donald Trump
Während der Vorwahlen zur Präsidentschaftswahl 2016 sprach er sich für den republikanischen Kandidaten Donald Trump wegen seiner hübschen Frauen aus.